# 드래곤
드래곤(영어: dragon 드래건[*])은 서양의 민속과 신화학에 등장하는 용이다.
로마 시인 베르길리우스는 그의 시 Culex의 163-201행에서 큰 목 조르는 뱀과 싸우는 양치기를 묘사하면서 그것을 "세르펜스"이자 "드라코"라고 부르는데, 이는 그의 시대에 두 단어가 같은 의미였을 가능성을 보여준다. 오늘날 우리가 아는 드래곤은 고대 그리스 드래곤 중 으뜸인 티폰을 모델로 한다. 티폰은 날개 달리고 불을 뿜는 뱀과 같은 생물로 묘사되었다.
초기 중세 시대와 그 이후에, 드래곤은 일반적으로 크고 불을 뿜으며 비늘이 있고 뿔 달린 도마뱀아목 같은 생물로 묘사된다. 이 생물은 또한 가죽 같은 박쥐 날개, 네 개의 다리, 길고 근육질의 잡는 꼬리를 가지고 있다. 일부 묘사에서는 깃털 달린 날개, 볏, 귀 주름, 불타는 갈기, 등뼈를 따라 뻗은 상아 가시, 그리고 다양한 이국적인 장식 중 하나 이상을 가진 용을 보여준다.
민담에서 드래곤의 피는 종종 독특한 힘을 가지고 있어 더 오래 살게 하거나 독성 또는 산성 특성을 부여한다. 기독교 문화의 전형적인 드래곤은 금과 보물로 가득 찬 동굴이나 성을 지킨다. 사악한 드래곤은 종종 그것을 죽이려는 위대한 영웅과 관련이 있으며, 선한 드래곤은 지원이나 현명한 조언을 준다고 한다.
날개 달린 생물이지만, 드래곤은 일반적으로 지하 은신처인 동굴에서 발견되며, 이는 드래곤이 고대의 땅의 생물임을 나타낸다.
드래곤은 고대부터 유럽 문학에서 언급되어 왔다. 일부 기록에 따르면 영웅 시구르드는 파프니르가 지나갈 때 구덩이를 파고 기다렸다가 칼로 심장을 꿰뚫어 그를 죽여 파프니르를 물리친다. 이 개념은 다른 다양한 드래곤 이야기에서도 볼 수 있다. 드래곤에 대한 많은 묘사에서 드래곤은 재산과 다른 귀중품을 원하는 탐욕스러운 짐승으로 나타난다. 여기에는 게르만 신화의 저명한 드래곤, 파프니르 및 베오울프를 죽인 자가 포함된다.

## 어원

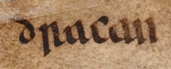
베오울프에서 고대 영어 단어 dracan (draca의 사격 단수)의 초기 등장

드래곤이라는 단어는 13세기 초 고대 프랑스어 dragon에서 영어로 들어왔는데, 이는 다시 "거대한 뱀, 용"을 의미하는 라틴어 draco (속격 draconis)에서 유래했으며, 이는 고대 그리스어 고대 그리스어: δράκων, drákōn (속격 δράκοντος, drákontos) "뱀"에서 파생되었다. 그리스어와 라틴어 용어는 신화적인 존재가 아니라 어떤 거대한 뱀을 지칭했다. 그리스어 단어 δράκων은 "나는 본다"를 의미하는 그리스어 동사 δέρκομαι (dérkomai)에서 유래했을 가능성이 높으며, 이 동사의 아오리스트 형태는 ἔδρακον (édrakon)이다. 이는 "치명적인 시선"을 가진 것, 또는 유난히 밝은 또는 "날카로운" 눈을 지칭하거나, 뱀의 눈이 항상 열려 있는 것처럼 보이기 때문이라고 여겨진다. 실제로는 각 눈이 눈꺼풀의 크고 투명한 비늘을 통해 보이며, 눈꺼풀은 영구적으로 닫혀 있다. 그리스어 단어는 "본다"를 의미하는 인도유럽어족 어근 *derḱ-에서 유래했을 가능성이 높다. 산스크리트어 어근 दृश् (dr̥ś-) 또한 "본다"를 의미한다.

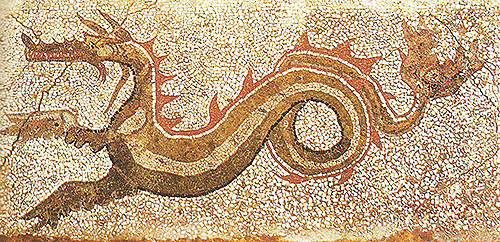
이탈리아 남부 카울로니아의 기원전 3세기 모자이크.

## 고전 시대

다키아 드라코.

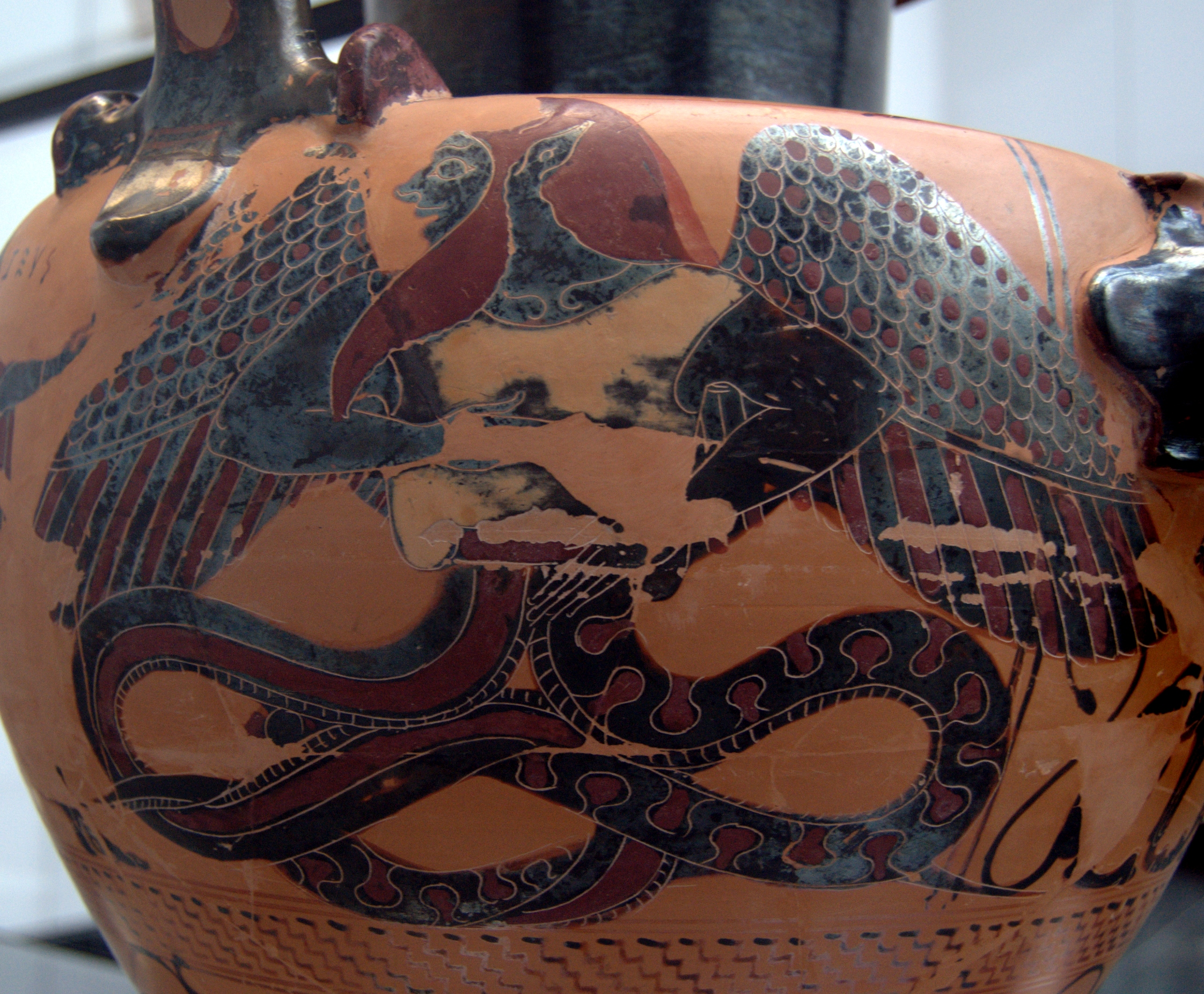
제우스가 날개 달리고 뱀 다리를 가진 티폰에게 번개를 겨누고 있다. 할키스의 검은 그림 히드리아 (c. 기원전 540-530년), 국립 고대 유물 박물관 (Inv. 596)

그리스-로마 드래곤은 뱀 같은 그리스 용과 근동의 용이 결합하여 혼합된 그리스/동방 헬레니즘 문화의 맥락에서 발전했다. 바빌론에서 무슈후슈는 근동 용의 전형적인 모습이었다. 성 요한의 요한의 묵시록 – 라틴어가 아닌 그리스어 본문 – 은 사탄을 "일곱 머리와 열 뿔을 가진 크고 불타는 용"으로 묘사한다. 성 요한의 문학적 영감의 대부분은 후기 히브리어와 그리스어에서 비롯되었지만, 그의 드래곤은 근동의 용을 상징했을 가능성이 더 높다. 로마 제국에서는 각 군단이 특정한 식별 signum (군기)를 가지고 있었다. 트라야누스의 동방 파르티아 및 다키아 전쟁 이후, 다키아 드라코 군기가 코호르스 사르마타룸과 코호르스 다코룸 (사르마티아인 및 다키아인 코호르트)와 함께 군단에 도입되었다. 이는 창 끝에 고정된 거대한 용으로, 은색의 크게 벌어진 입과 채색된 비단으로 이루어진 몸통을 가지고 있었다. 입이 바람을 향하면 비단 몸통이 부풀어 오르고 물결쳐서 바람자루와 유사했다.
구약성경에서 악의 화신 또는 용에 대한 암시는 히에로니무스의 불가타에서 드라코의 형태로 번역되었다. 예를 들어 신명기(32:33), 욥기(30:29), 시편(73:13, 90:13 & 43:20), 이사야서(13:21, 27:1, 34:13 & 43:20), 예레미야서(9:11), 말라기서(1:3) 등이 있다.
그리스 신화의 드래곤은 종종 보물을 지킨다. 예를 들어, 백 개의 머리를 가진 드래곤 라돈은 헤라클레스에게 살해될 때까지 헤스페리데스의 나무를 지켰다. 마찬가지로, 피톤은 아폴론의 어머니를 괴롭힌 복수로 아폴론에게 살해될 때까지 델포이의 신탁을 지켰다. 헤라클레스가 죽인 여러 머리를 가진 뱀 같은 늪 괴물인 히드라는 드래곤으로 알려져 있다.
티폰은 그리스 세계의 탁월한 드래곤이었다. 그는 모든 괴물의 부모였으며 신들에게 탁월한 대립을 나타냈다. 티폰은 박쥐 같은 날개와 팔다리에서 갈라져 나오는 여러 뱀 같은 입에서 불을 뿜는 뱀 같은 생물로 묘사되고 표현되었다.
아풀레이우스의 황금 당나귀 (아풀레이우스의 변형이라고도 불림)에 나오는 이야기에 따르면, 한 무리의 여행자들이 목동에게 다과를 요청한다. 목동은 그런 곳에서 왜 다과를 신경 쓰느냐고 묻는다. 한 노인이 여행자들에게 우물에서 아들을 꺼내도록 도와달라고 요청하고, 그들 중 한 명이 돕기 위해 간다. 그가 일행에게 돌아오지 않자, 그들은 그를 찾아 나선다. 그들은 괴물 같은 드래곤이 그 일행의 남자를 잡아먹고 있는 것을 발견하고, 노인은 어디에도 보이지 않았다.
로마 작가 가이우스 플리니우스 세쿤두스는 인도의 드라콘을 거대한 뱀으로 묘사했는데, 아마도 인도비단뱀일 것이다. 하지만 과장되게 목을 졸라 코끼리를 죽일 수 있다고 묘사했다.
로마 작가 클라우디우스 아일리아누스는 드라코를 인도에서 발견되는 거대한 조이는 뱀으로 묘사하는데, 아마도 인도비단뱀일 것이다. 하지만 그 크기와 힘이 너무 과장되어 목을 졸라 코끼리를 죽일 수 있다고 한다. 드라코와 코끼리의 이 싸움은 나중에 베스티아리의 드라코네스 또는 용에 대한 묘사에서 많은 꾸밈과 함께 반복된다.

## 중세

### 묘사
초기 중세 동안 유럽 문화는 수세기 동안 고전 문학과의 접촉이 거의 없었다. 이 시기 동안 고전 문학을 포함한 구두 및 서면 문학에서 "용", 즉 라틴어 드라코와 그 속어적 등가물에 대한 일반적인 심상이 점진적으로 변화했다. 이는 이 문헌에서 "현대적인 유형"의 드래곤이 묘사되게 했으며, 그 특징은 아래에 설명되어 있다.
현대 서양의 드래곤 이미지는 중세 시대에 고전 그리스-로마 문학의 뱀 같은 용, 성경에 보존된 근동 용에 대한 언급, 그리고 날개나 다리가 부정확하게 그려진 뱀 유형으로 명명된 동물의 설명 및 그림을 포함한 유럽 민속 전통의 결합을 통해 서유럽에서 발전했다. 11세기와 13세기 사이는 살아있는 생물로서의 드래곤에 대한 유럽의 관심이 최고조에 달했던 시기이다.
드래곤은 현대에 일반적으로 거대한 도마뱀아목과 같은 몸을 가지거나, 두 쌍의 도마뱀형 다리를 가진 뱀과 같으며, 입에서 불을 뿜는 것으로 묘사된다. 이는 불을 뿜는 드래곤으로 흔히 언급되는 대륙 드래곤에서 유래한다. 대륙 드래곤은 다른 많은 드래곤과 마찬가지로 등에 박쥐 같은 날개가 자란다.
앵글로색슨족의 시 베오울프는 드래곤을 드라카라고도 하고, 웜(벌레 또는 뱀)이라고도 한다. 그 움직임은 앵글로색슨족 동사 bugan, "구부리다"로 표시되며, 독을 품은 물림과 유독한 숨결을 가지고 있다고 한다. 이 모든 것은 나중에 묘사되는 도마뱀 같거나 공룡 같은 몸이 아니라 뱀 같은 형태와 움직임을 나타내며, 다리나 날개는 언급되지 않는다(비록 날 수 있기는 하지만). 그러나 이 시는 나중에 인기를 얻은 여러 용의 특징을 보여준다: 불을 뿜고, 날고, 지하에 살며, 보물을 수집한다.

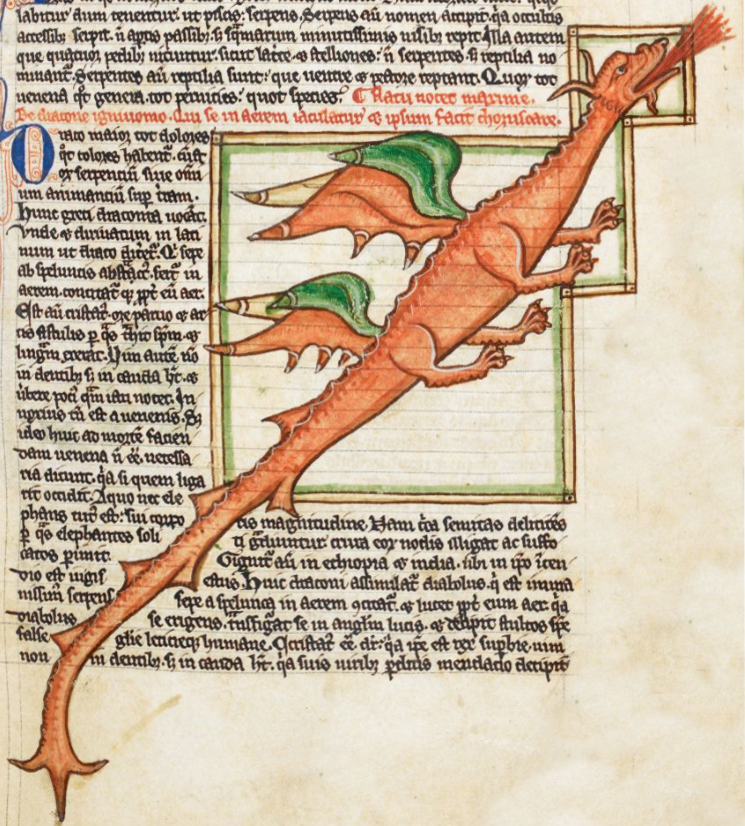
약 1260년으로 거슬러 올라가는 중세 베스티아리 MS Harley 3244는 완전히 현대적인 드래곤의 가장 오래된 식별 가능한 이미지를 포함한다.

"현대식" 드래곤의 초기 이미지는 약 1260년경의 베스티아리 MS Harley 3244의 삽화에 나타난다. 이 드래곤은 두 쌍의 날개와 두 쌍의 다리를 가지고 있으며, 대부분의 현대 드래곤 묘사보다 긴 꼬리를 가지고 있지만, 동일한 많은 특징을 명확하게 보여준다. 그렇지 않으면 네 발 달린 드래곤은 15세기까지 나타나지 않으며, 예를 들어 램버스 궁전 도서관 MS 6에서는 아서왕 전설에 나오는 하얀 드래곤과 붉은 드래곤의 싸움을 묘사한다.
드래곤은 일반적으로 지하 은신처나 동굴에 있거나 강에 사는 것으로 묘사된다. 드래곤은 탐욕스럽고 게걸스러우며, 엄청난 식욕을 가진 것으로 상상된다. 드래곤은 요한의 묵시록에서 사탄을 "드래곤"으로 언급한 것 때문에 종종 사탄과 동일시된다.
유럽의 민속에서 드래곤과 같은 생물과 기독교 문학의 드래곤은 주로 아스투리아스와 웨일스 민속 및 현대 소설을 제외하고는 일반적으로 악한 것으로 묘사된다. 현대와 중세 후기에는 드래곤이 일반적으로 거대한 불을 뿜는, 비늘이 있고 뿔 달린 도마뱀아목과 같은 생물로 묘사되며, 날개(일반적으로 가죽 같은 박쥐 모양이거나 때로는 깃털이 있는), 두 개 또는 네 개의 다리, 그리고 길고 근육질의 꼬리를 가지고 있다. 때로는 볏, 불타는 갈기, 등뼈를 따라 내려가는 상아 가시, 그리고 다양한 이국적인 색상 중 하나 이상을 가진 것으로 나타난다. 드래곤의 피는 종종 마법적인 특성을 가지고 있다. 전형적인 드래곤은 동굴이나 성을 금과 보물로 가득 채워 보호하며, 종종 그것을 죽이려는 위대한 영웅과 관련이 있다. 날개 달린 생물이지만, 드래곤은 일반적으로 지하 은신처인 동굴에 있으며, 이는 드래곤이 고대의 땅의 생물임을 나타낸다.

### 전설과 이야기
12세기 웨일스의 수도사 몬머스의 제프리는 그의 브리타니아 열왕사에서 유명한 전설을 이야기하는데, 어린 예언자 멀린은 로마-켈트족 군벌 보티건이 앵글로색슨족으로부터 안전을 지키기 위해 스노든산에 탑을 지으려 하지만, 탑이 계속 땅 속으로 가라앉는 것을 목격한다. 멀린은 보티건에게 그가 지은 기초 아래에 두 마리의 드래곤이 잠들어 있는 연못이 있다고 알려준다. 보티건은 연못을 배수하라고 명령하고, 붉은 드래곤과 하얀 드래곤이 드러나자마자 싸우기 시작한다. 멀린은 하얀 드래곤이 붉은 드래곤을 이겨 웨일스를 잉글랜드가 정복할 것을 상징한다고 예언하지만, 붉은 드래곤이 결국 돌아와 하얀 드래곤을 물리칠 것이라고 선언한다. 이 이야기는 15세기 내내 인기를 유지했다.
라틴어로 쓰인 13세기 황금 전설은 처녀 순교자 성 마르가리타의 이야기를 기록하고 있는데, 그녀는 디오클레티아누스 박해에서 믿음 때문에 고문당하고 감방에 다시 갇힌 후 괴물 같은 드래곤에 직면했다고 전해진다. 그러나 그녀가 십자성호를 긋자 드래곤이 사라졌다. 이야기의 일부 판본에서는 그녀가 용에게 산 채로 삼켜진 후 드래곤의 뱃속에서 십자성호를 긋자 무사히 나왔거나, 다른 판본에서는 그녀가 지니고 있던 물리적인 십자가가 드래곤의 내장을 자극하여 나왔다고 한다.
중세에는 건물에 물받이로 사용된 이무깃돌을 설명하기 위해 환상적인 이야기들이 만들어졌다. 한 중세 프랑스 전설에 따르면, 고대에 라 가르구유라고 알려진 무서운 드래곤이 센강에서 홍수를 일으키고 배를 침몰시켜왔다고 한다. 그래서 루앙 사람들은 드래곤의 굶주림을 달래기 위해 매년 한 번씩 드래곤에게 인신공양을 바쳤다. 그러다가 서기 600년경, 로마누스라는 이름의 성직자가 사람들이 교회를 짓는다면 드래곤을 없애주겠다고 약속했다. 로마누스는 드래곤을 죽였고, 그 잘린 머리는 최초의 이무깃돌로서 도시 성벽에 설치되었다.

#### 성 게오르기우스와 드래곤

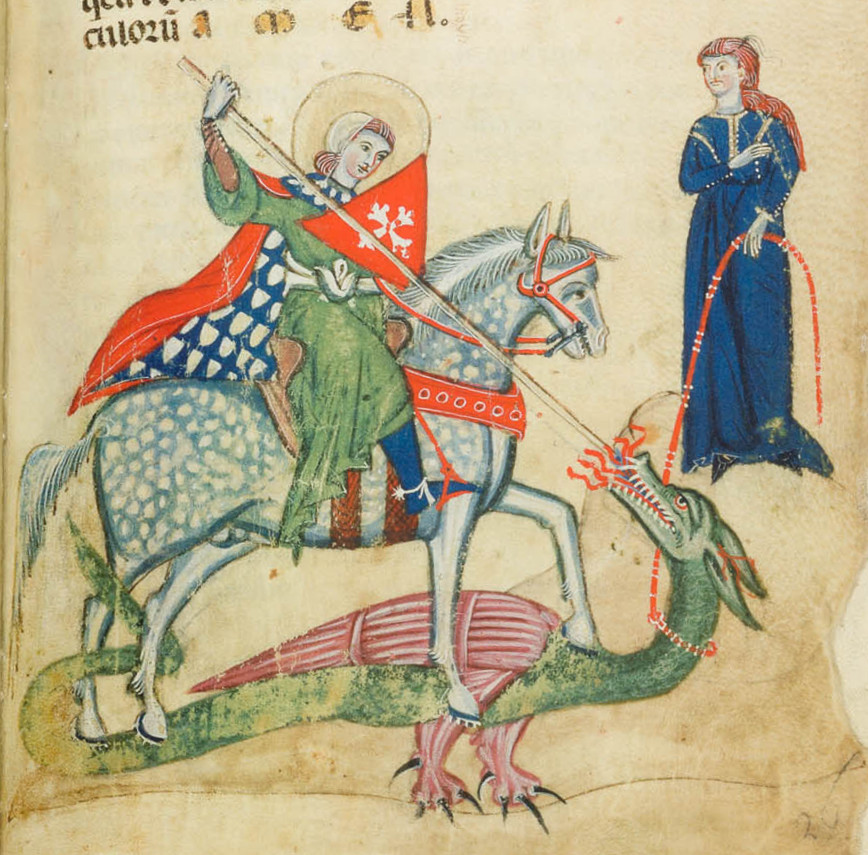
북부 이탈리아 베로나의 성 게오르기우스가 드래곤을 죽이는 1270년경의 수기 삽화.

성 게오르기우스와 드래곤의 전설은 서기 6세기부터 기록되었지만, 가장 이른 예술적 표현은 11세기부터 시작되었고 그에 대한 최초의 완전한 이야기는 11세기 조지아어 텍스트에서 나온다. 황금 전설에서 가장 유명한 이야기는 리비아의 실레네 마을에서 드래곤이 계속 양들을 약탈했다는 내용이다. 드래곤이 어린 양치기를 잡아먹은 후, 사람들은 용이 사는 호숫가에 매일 아침 양 두 마리를 제물로 바쳐 드래곤을 달래야 했다. 결국 드래곤은 모든 양을 잡아먹었고 사람들은 자신들의 아이들을 제물로 바치기 시작해야 했다. 어느 날, 왕의 딸이 제물로 뽑혔고, 왕이 그녀의 목숨을 애원했음에도 불구하고, 그녀는 신부처럼 차려입고 호숫가 바위에 묶여 드래곤에게 먹힐 준비를 했다. 그때 성 게오르기우스가 도착하여 공주를 보았다. 드래곤이 그녀를 잡아먹으러 오자, 그는 창으로 드래곤을 찌르고 십자성호를 그어 공주의 girdle을 목에 묶어 드래곤을 제압했다. 성 게오르기우스와 공주는 이제 온순해진 드래곤을 마을로 이끌었고, 게오르기우스는 마을 사람들이 기독교로 개종하면 드래곤을 죽이겠다고 약속했다. 모든 마을 사람들이 개종했고, 성 게오르기우스는 칼로 드래곤을 죽였다. 일부 판본에서는 성 게오르기우스가 공주와 결혼하지만, 다른 판본에서는 그는 계속 방랑한다.

### 문장학
드래곤은 중세 문장학에서 두드러진다. 우서 펜드래건은 왕실 문장에 붉은색 왕관을 쓴 두 마리의 금색 드래곤이 등을 맞대고 서 있는 것으로 유명하다. 원래 문장학의 드래곤은 다리 개수에 제한이 없었지만, 중세 후기에는 베스티아리의 광범위한 확산으로 인해 문장학은 "드래곤"(네 발)과 "와이번"(두 발)을 구별하기 시작했다. 신화에서 와이번은 사악함, 질투, 역병과 관련이 있지만, 문장학에서는 사탄과 그의 악마 세력의 폭정을 전복하는 것을 상징한다. 중세 후기 문장학은 "코카트리스"로 알려진 드래곤과 유사한 생물도 구별했다. 코카트리스는 수탉이 거름더미에 낳은 알에서 뱀이 부화할 때 태어난다고 여겨지며, 그 숨결과 시선 모두 족제비를 제외한 모든 살아있는 생물에게 치명적이다. 족제비는 코카트리스의 치명적인 적이다. "바실리스크"는 아홉 살짜리 코카트리스가 패총에 낳은 알을 두꺼비가 부화시킬 때 태어나는 꼬리 끝에 드래곤의 머리가 달린 뱀이다. 코카트리스처럼 그 시선은 치명적이라고 한다.

## 특정 문화권의 드래곤

### 켈트

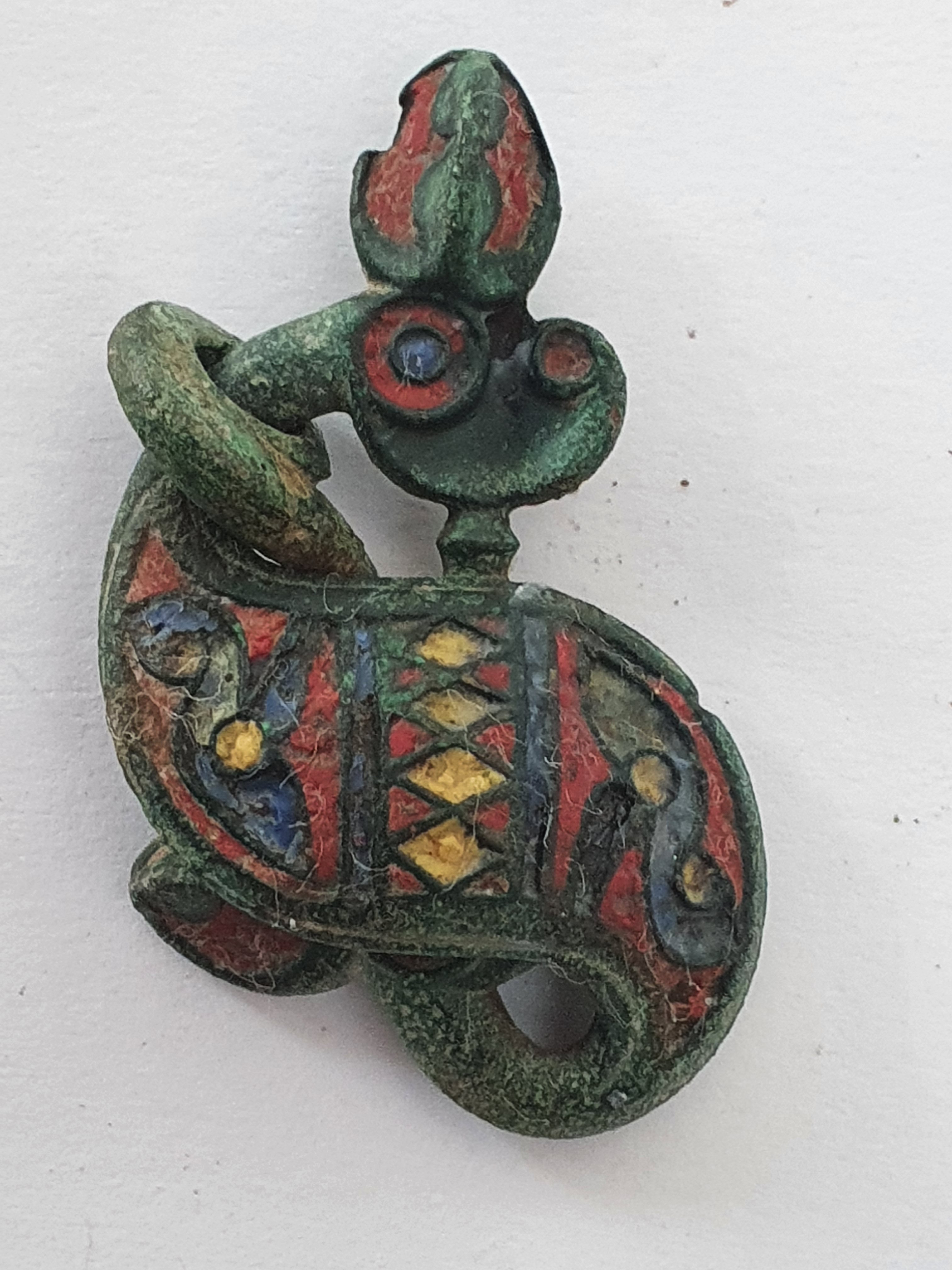
드라코네스크 브로치, 서기 75 – 175년

켈트족의 드래곤은 뿔이 있고 독성이 있거나 불을 뿜는 뱀에서 발전했을 수 있다. 대부분 괴물로 변형된 뱀이다.
드래곤 모티프는 켈트 미술에서 다양한 양식으로 알려져 있으며, 고대 중동과 그리스의 민속에서 뱀과 같은 생물에서 유래했다고 추정된다. 그리스인과 로마인 모두 뱀을 수호신으로 여겨 제단에 표현했다. 서양 켈트족은 기독교 시대 이전에 드래곤에 대해 잘 알고 있었고, 브리튼 원주민은 로마 침공 시 켈트족 드래곤 모티프가 있는 장식품을 착용했다고 한다. 또한 기원전  500년c.부터 서기 1년까지의 라텐 문화 시대에 대륙 켈트족이 드래곤 모양의 브로치와 핀을 사용했다는 고고학적 증거도 있다. 일부는 유럽의 원주민 브리튼족이 로마 시대 이전에 브리튼으로 이주할 때 드래곤을 함께 가져왔을 수도 있다고 제안한다. 켈트족에 의한 드래곤의 가장 이른 사용은 기원전 4세기의 칼과 칼집에서 나타난다. 브리튼에서 발견된 한 예는 할슈타트 문화에서 온 것으로 추정되는 두 개의 반대편 드래곤을 특징으로 하는 초기 철기 시대 켈트족 칼이다. 템스강 바닥에서 발견된 두 개의 다른 칼과 칼집(또한 템스강 바닥에서 발견됨)은 라텐 또는 할슈타트 문화의 드래곤 한 쌍을 포함하는 것으로 생각된다. 템스강에서 켈트족 드래곤 쌍이 발견된 것은 기원전 300년경에 브리튼과 다른 켈트 세계 사이에 연결이 존재했음을 시사한다. 동전의 증거 또한 기원전 50-45년에 켈트화된 드래곤을 보여준다.

### 게르만
드래곤, 또는 웜은 초기 게르만 민속과 예술에 널리 퍼져 있으며, 대표적인 예로는 베오울프를 죽인 자, 볼숭 대계의 중심 인물인 파프니르와 요르문간드가 있다. 이 문화적 맥락에서 뱀과 용의 구별은 모호하며, 둘 다 고대 노르드어: ormr 및 고대 영어: wyrm과 같은 용어로 언급된다. 자주 사용되는 다른 용어는 "용, 바다 뱀 또는 바다 괴물"을 의미하는 동족어인 고대 노르드어: dreki 및 고대 영어: draca이며, 이는 고대 게르만어 *drakō에서 유래한 것으로, 라틴어 draco "거대한 뱀 또는 용"에서 초기에 차용된 것이다. 이러한 용어는 때때로 고대 노르드어: ormr 및 고대 영어: wyrm과 상호 교환적으로 사용되기도 하지만, 때로는 다른 존재로 취급되기도 한다. 나중 기록에서는 이러한 문화권의 많은 드래곤들이 날개 달린 것으로 묘사되지만, 이는 남유럽의 영향 때문일 가능성이 높다. 나중 북유럽 민속에서는 램턴 웜과 스투어 웜과 같이 날지 못하고 거대한 뱀처럼 생긴 많은 웜들이 발견된다.
묘사는 다양하지만, 많은 웜들 사이에서 몇 가지 특징이 공유되는데, 이는 금을 쌓아두고, 에이트르와 나중에 불을 뿜는 것을 포함한다. 웜 묘사는 초기 중세 예술, 특히 룬스톤에서 널리 퍼져 있으며, 룬이 새겨진 띠를 형성하는 경우가 많다. 알투나 석의 요르문간드와 유르비 십자가, 힐레스타드 목조 교회 및 람순드 조각의 파프니르와 같은 특정 웜들도 묘사된다.

### 웨일스

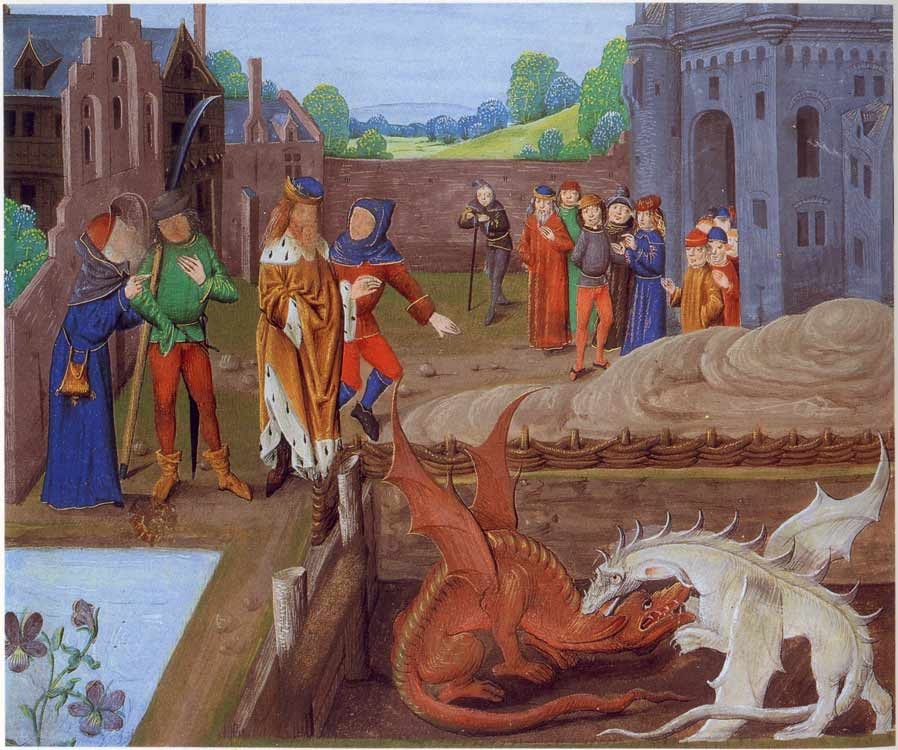
몬머스의 제프리의 브리튼 왕의 역사에 나오는 붉은 드래곤과 하얀 드래곤의 싸움을 묘사한 15세기 필사본 삽화

붉은 용은 웨일스의 국기(Y Ddraig Goch, "붉은 드래곤")에 그려져 있으며, 그 이름도 거기서 유래했다. 초기 웨일스 문헌은 용을 전쟁 지도자와 연관시켰고, 전설에 따르면 넨니우스는 《브리튼인의 역사》에서 다이나스 엠리스 아래에서 싸우는 붉은 드래곤(브리튼족을 상징)과 하얀 드래곤(침략하는 색슨인을 상징)의 환상을 이야기한다.(§40-43) 이 특정 전설의 한 버전은 마비노기온의 룰르와 르레펠리스 이야기에도 등장한다.

### 슬라브

#### 알라
매우 늙은 뱀이 알라로 변신할 수 있다고 전해진다. 일부 알라의 묘사는 혼란스럽게 여성의 몸을 가지고 있다고 한다. 다른 알라들은 드래곤처럼 생겼다. 알라의 머리 수는 다양할 수 있다. 알라는 즈메이의 적이며, 남슬라브 민속에서는 천둥이 알라와 즈메이의 싸움의 결과라고 하기도 한다. 알라는 악하거나 악의적인 것으로 여겨지는 반면, 즈메이는 보통 선하거나 자비로운 것으로 여겨진다.

#### 즈메이

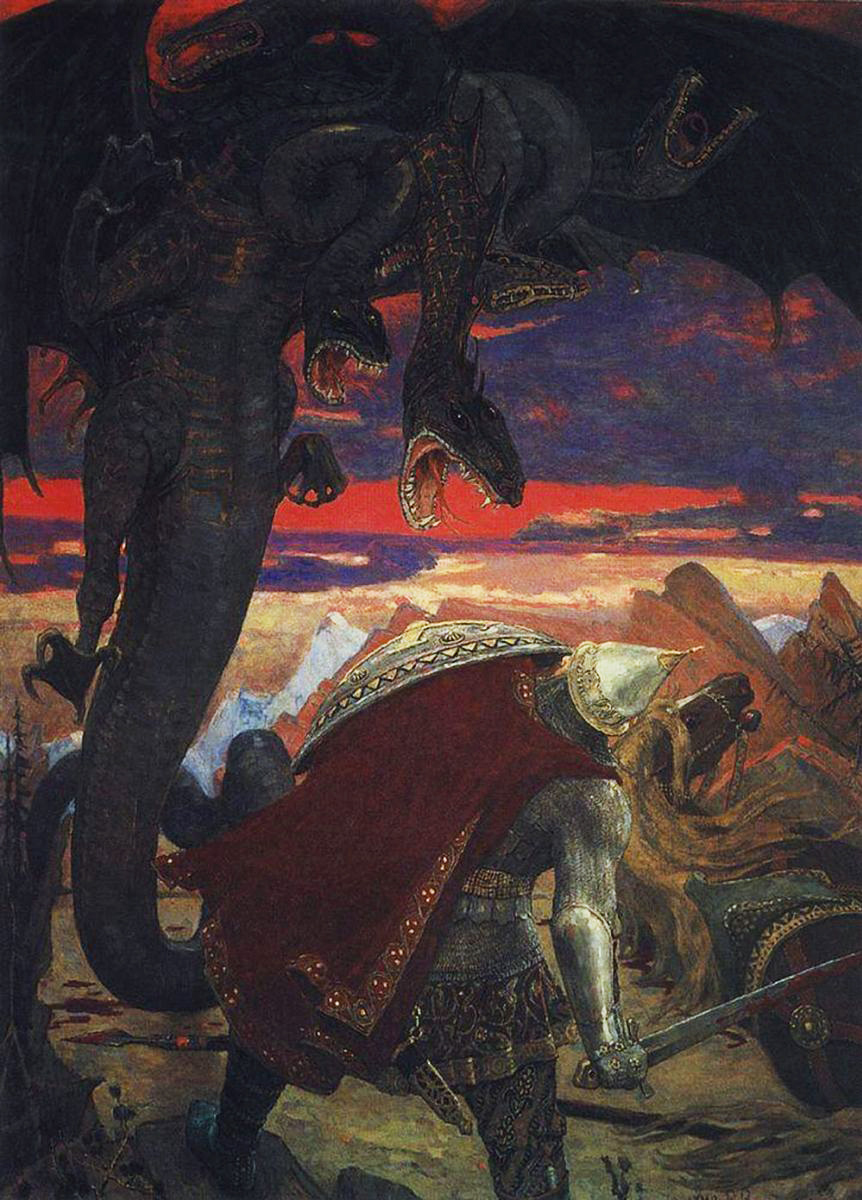
빅토르 바스네초프의 즈메이 고리니치

슬라브 신화의 드래곤은 인간에 대한 기질이 혼합되어 있다. 예를 들어, 불가리아 신화의 드라콘(дракон, змей, ламя, (х)ала; dracon, zmey, lamya, ala)은 남성 또는 여성이며, 각 성별은 인류에 대한 다른 견해를 가지고 있다. 암컷 드래곤과 수컷 드래곤은 종종 자매와 형제로 간주되며, 농업의 다른 힘을 나타낸다. 암컷 드래곤은 혹독한 날씨를 나타내며 작물의 파괴자, 인류의 혐오자이며, 그녀의 형제와의 끝없는 싸움에 갇혀 있다. 수컷 드래곤은 인간의 작물을 파괴로부터 보호하며 일반적으로 인류에게 자비롭다. 불과 물은 불가리아 드래곤 전설에서 중요한 역할을 한다. 암컷은 물의 특성을 가지고 있으며, 수컷은 보통 불의 생물이다. 불가리아 전설에서 드라콘은 뱀의 몸을 가진 세 머리 달린 날개 달린 존재이다.
불가리아, 러시아, 벨라루스, 우크라이나, 보스니아, 세르비아, 마케도니아 전설에서 드래곤, 즉 "즈메이"(불가리아어: Змей), 즈메이(러시아어: Змей), 스모크(벨라루스어: Цмок), 즈미이(우크라이나어: Змій), (보스니아 즈마이), (세르비아어: змај 또는 zmaj), 즈메이(마케도니아어: змеј)는 일반적으로 악하고 네 다리 달린 짐승으로, 구원받을 만한 자질은 거의 없다. 즈메이들은 지능이 있지만, 그리 뛰어나지 않으며, 종종 마을이나 작은 도시에서 처녀 (음식용) 또는 금의 형태로 조공을 요구한다. 그들의 머리 수는 한 개에서 일곱 개 또는 그 이상까지 다양하며, 세 개와 일곱 개의 머리를 가진 즈메이가 가장 흔하게 언급된다. 머리는 잘려도 다시 자라나지만, 목을 불로 "치료"하지 않으면 (그리스 신화의 히드라와 유사하게) 다시 자라난다. 즈메이의 피는 너무 독성이 강해서 지구 자체가 그것을 흡수하기를 거부할 것이다. 불가리아 신화에서 이러한 "드래곤"은 때때로 선하여 즈메이와 유사한 짐승인 사악한 라미아(Lamya/라미아)에 맞서기도 한다.

#### 스모크
가장 유명한 폴란드 용(폴란드어: Smok)은 바벨의 용 또는 스모크 바벨스키이며, 바벨 언덕의 드래곤이다. 그것은 고대 크라쿠프를 공포에 떨게 했고, 바벨 성 아래 비스와강 강둑의 동굴에 살았다고 전해진다. 다니엘서에 기반한 전설에 따르면, 드래곤은 한 소년이 양가죽에 황과 타르를 채워 바쳐 죽였다. 그것을 삼킨 후 드래곤은 너무 목이 말라 너무 많은 물을 마신 후 마침내 폭발했다. 빈첸티 카드우베크가 쓴 이 환상 이야기의 가장 오래된 12세기 버전에서 드래곤은 크라쿠스 2세와 레흐 2세라는 두 명의 크라크 왕의 아들들에 의해 패배했다. 바벨의 용 금속 조각상은 크라쿠프의 유명한 관광 명소이다. 바벨의 용은 폴란드 공작인 체르스크의 피아스트 가문의 문장 (상징)에 나타난다.
폴란드 민속의 다른 드래곤으로는 바르샤바의 지하실에 사는 바실리스크와 민속 전설의 뱀 왕이 있지만, 둘 다 명시적으로 드래곤은 아니다.

### 아르메니아

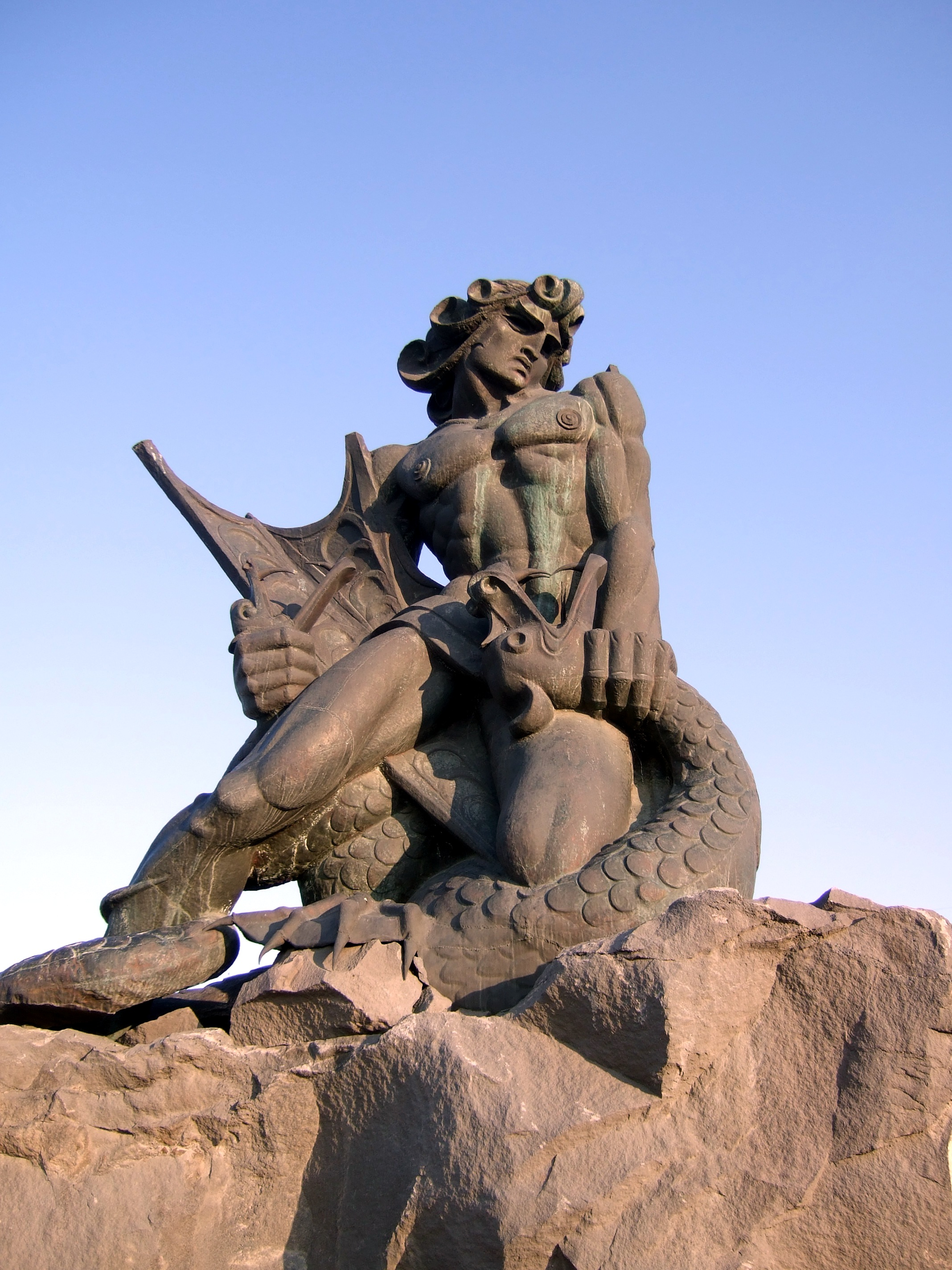
아르메니아 예레반에 있는 아르메니아 신 바하근 용살자가 용의 목을 조르는 조각상

Վիշապ (Vishap)은 "드래곤"을 뜻하는 아르메니아어 단어이다.

### 이베리아
이베리아 반도의 드래곤은 거의 항상 악한데, 예를 들어 스페인 북부 아스투리아스주와 칸타브리아주 신화에 나오는 거대한 날개 달린 뱀인 쿠엘레브레가 있다. 이 드래곤은 보통 동굴에 살며 보물을 지키고 샤나나 안하나와 같은 님프 같은 존재를 포로로 삼는다.
하카 근처 페냐 우루엘 산에 드래곤이 살았고, 그 시선으로 사람들을 홀릴 수 있다고 주장하는 전설이 있다. 그래서 그 짐승을 죽이기로 결심한 젊은이는 빛나는 방패를 준비하여 드래곤의 시선이 반사되도록 했다. 젊은이가 드래곤이 사는 동굴에 도착했을 때, 드래곤이 스스로를 홀렸기 때문에 쉽게 죽일 수 있었다. 이 전설은 그리스 신화의 메두사와 매우 유사하다.

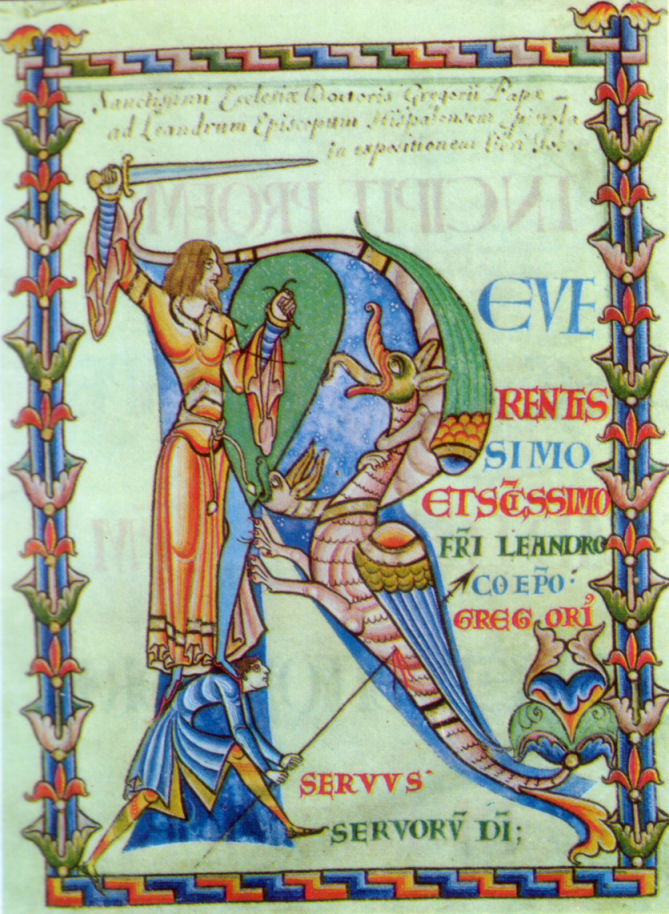
성 그레고리우스가 성 레안데르에게 보낸 편지의 12세기 필사본 삽화 (Bibl. Municipale, MS 2, 디종)

헤렌수게는 바스크 신화에서 드래곤을 부르는 이름으로, "마지막 뱀"을 의미한다. 가장 유명한 전설은 성 미카엘이 천국에서 내려와 드래곤을 죽이는 것이지만, 하느님이 직접 동행하는 데 동의한 것은 단 한 번뿐이었다.
바스크 남신인 수가르는 종종 뱀이나 드래곤과 연관되지만 다른 형태로도 나타날 수 있다. 그의 이름은 "수컷 뱀"으로 해석될 수 있다.
드래곤은 카탈루냐의 신화와 전설에서 잘 알려져 있는데, 이는 성 게오르기우스 (카탈루냐어 산 조르디)가 카탈루냐의 수호성인이기 때문이다. 대부분의 신화 속 파충류와 마찬가지로, 카탈루냐 드래곤(카탈루냐어 드라크)은 네 다리와 한 쌍의 날개를 가진 거대한 뱀과 같은 생물이거나, 드물게는 두 다리와 한 쌍의 날개를 가진 와이번이다. 세계 다른 지역과 마찬가지로 드래곤의 얼굴은 사자나 황소와 같은 다른 동물의 얼굴을 닮을 수 있다. 다른 곳에서도 흔히 볼 수 있듯이, 카탈루냐 드래곤은 불을 뿜는 자이며, 드래곤의 불은 모든 것을 태워버린다. 카탈루냐 드래곤은 또한 역겨운 냄새를 내뿜을 수 있는데, 이는 닿는 모든 것을 썩게 할 수 있다.
카탈루냐인들은 또한 víbria 또는 vibra (살무사과 및 와이번과 어원이 같은)를 구별하는데, 이는 두드러진 두 개의 가슴, 두 개의 발톱, 두 개의 날개, 그리고 독수리의 부리를 가진 암컷 드래곤과 같은 생물이다. Dracs, Víbries 및 기타 신화적 인물들은 인기 있는 축제 기간 동안 코레포크에 참여하곤 했다.
포르투갈 신화에서 코코 (민속)는 성체 성혈 대축일에 성 게오르기우스와 싸우는 암컷 와이번이다. 이 싸움은 상징적인 의미를 지닌다. 코카가 성 게오르기우스를 물리치면 농작물이 나빠지고 기근과 죽음이 닥치며, 성 게오르기우스가 코카를 물리치고 혀와 귀를 자르면 농작물이 풍년이 들고 번영을 알린다. 그럼에도 불구하고, 조르지오가 성인으로 불리듯이 코카도 "성스러운" 코카로 불리며, 사람들은 그녀를 응원한다.
또 다른 드라고라는 드래곤도 포르투갈 신화에 등장하며 중세 시대에 축제에 참여하기도 했다.

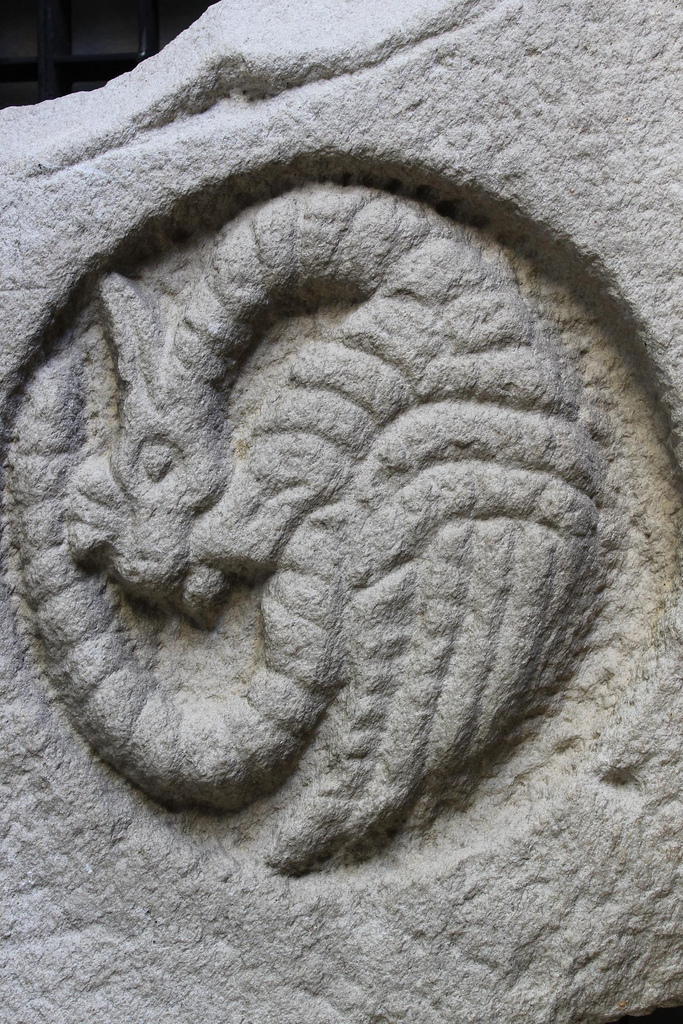
14세기 화강암 부조의 드래곤. 산 안톤 박물관 (라코루냐, 갈리시아주).
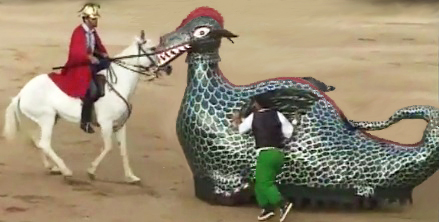
몬상의 그리스도의 성체 성혈 대축일 축제 중 "코카 축제"
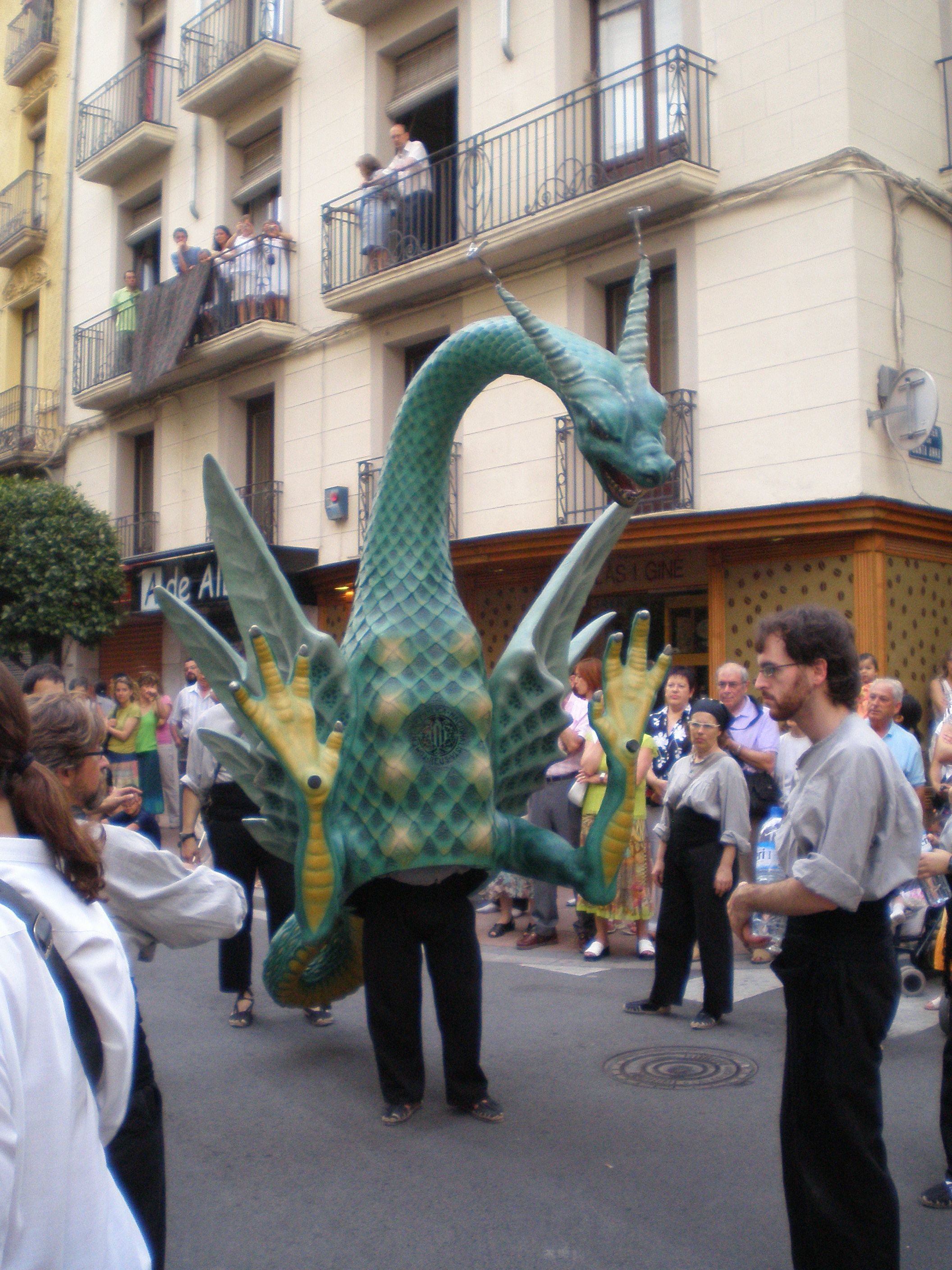
레우스 (스페인) 퍼레이드의 비브리아
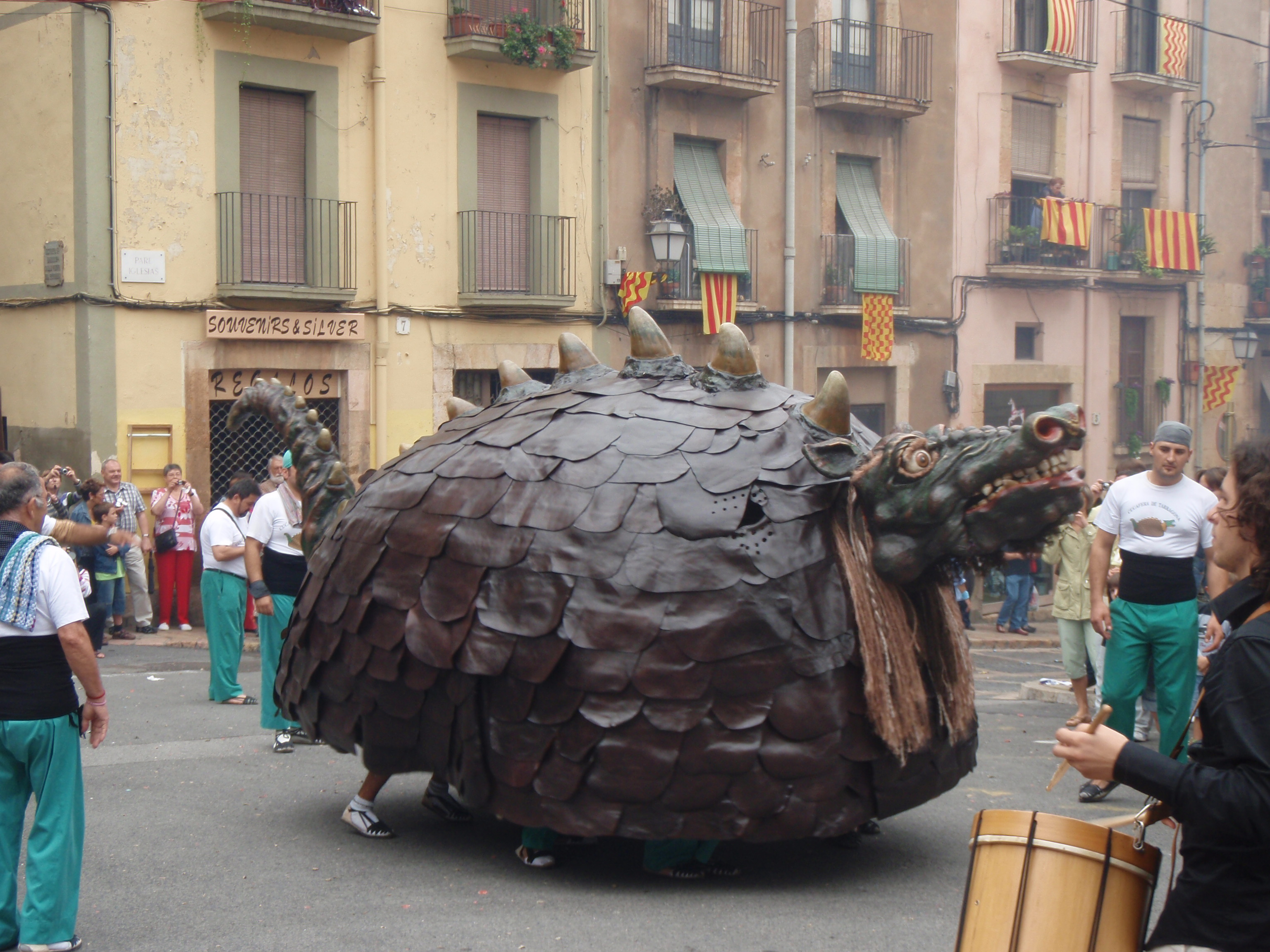
타라고나 (스페인)의 "산타 테클라 축제" 중 쿠카페라
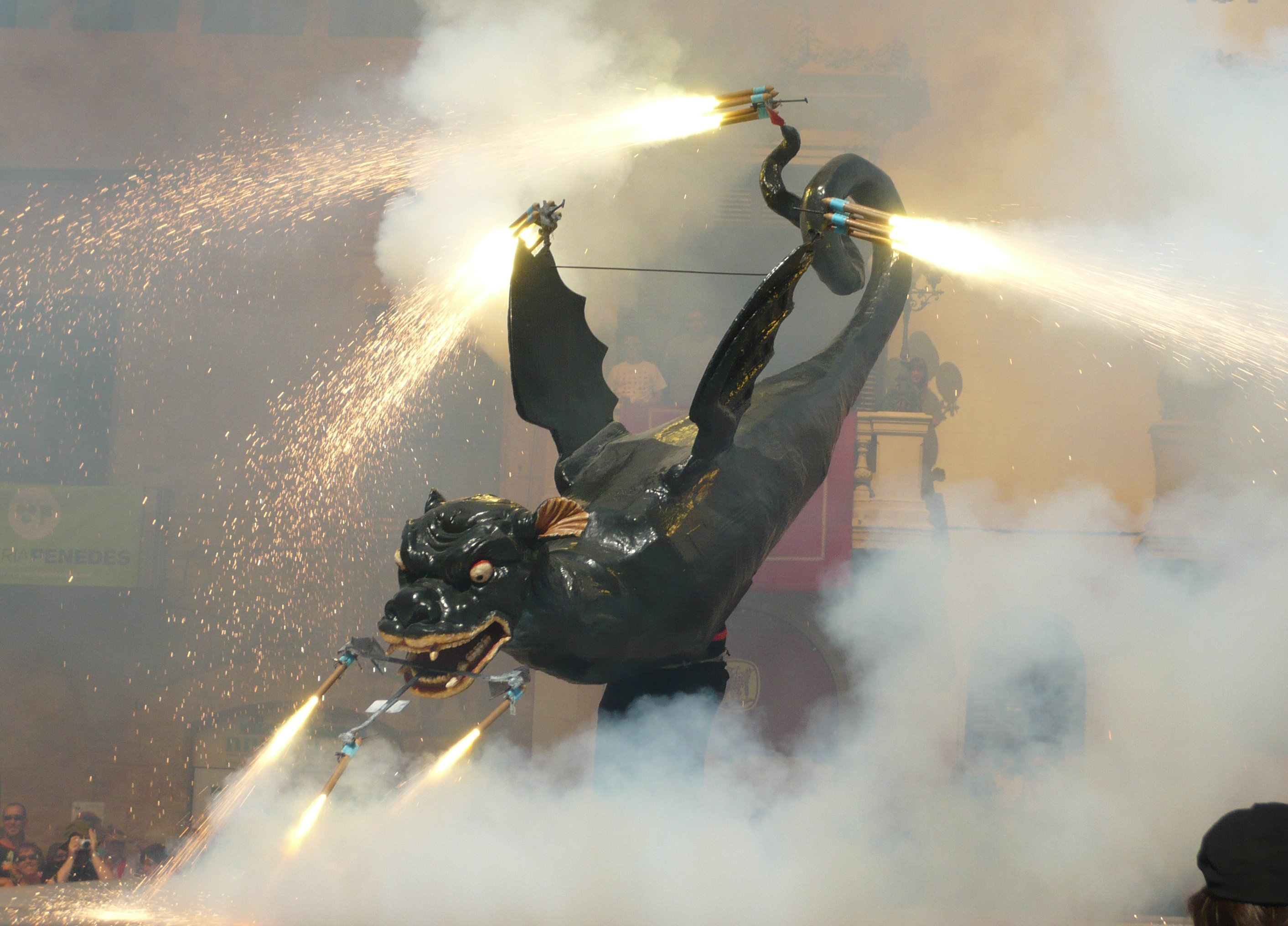
빌라프랑카 델 페네데스 (스페인)의 드라크 (1600년) 코레포크 중 춤추는 모습

### 이탈리아

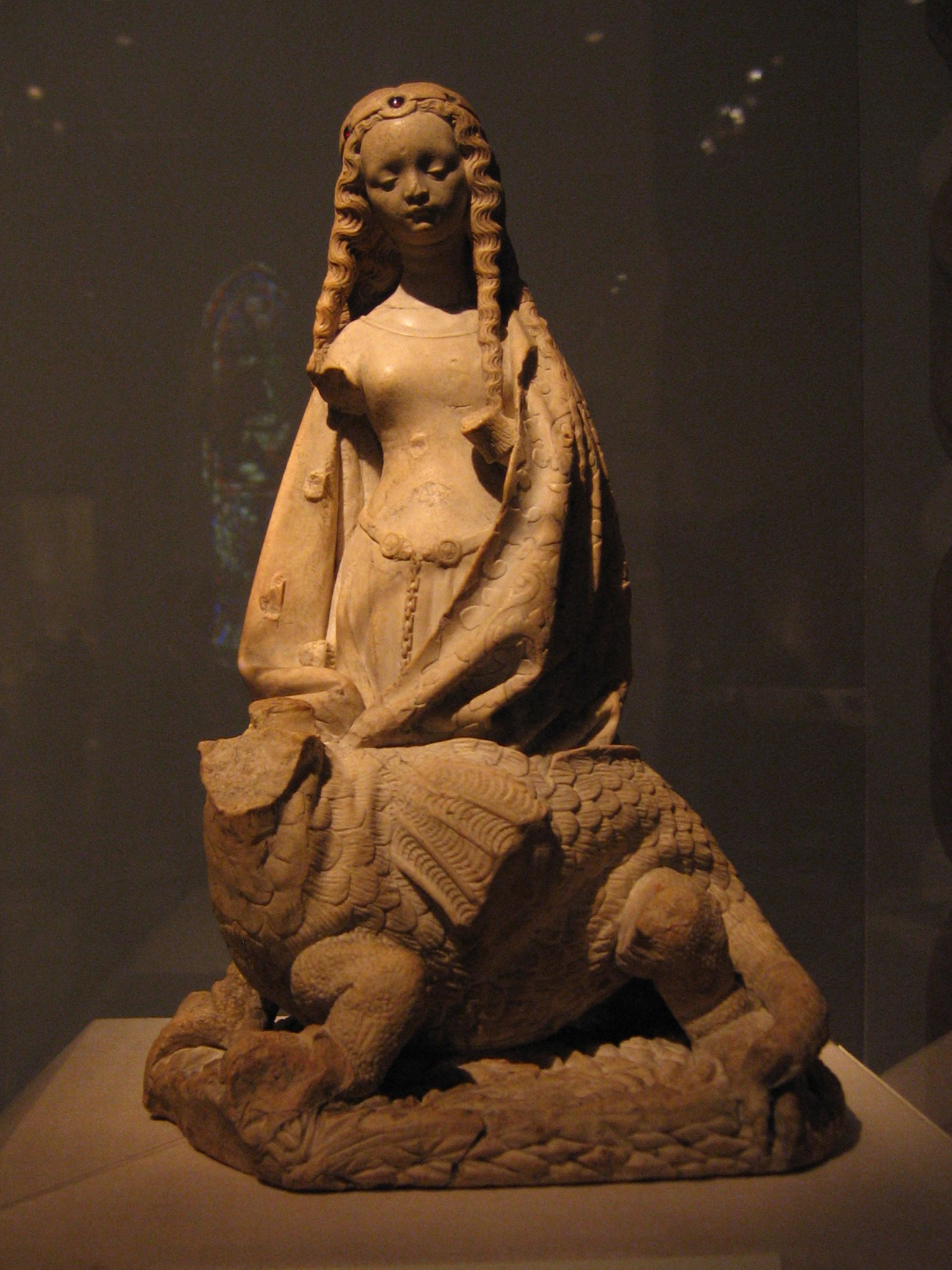
성 마르가리타와 드래곤, 설화 석고에 도금 흔적, 툴루즈, 약 1475년 (메트로폴리탄 미술관)

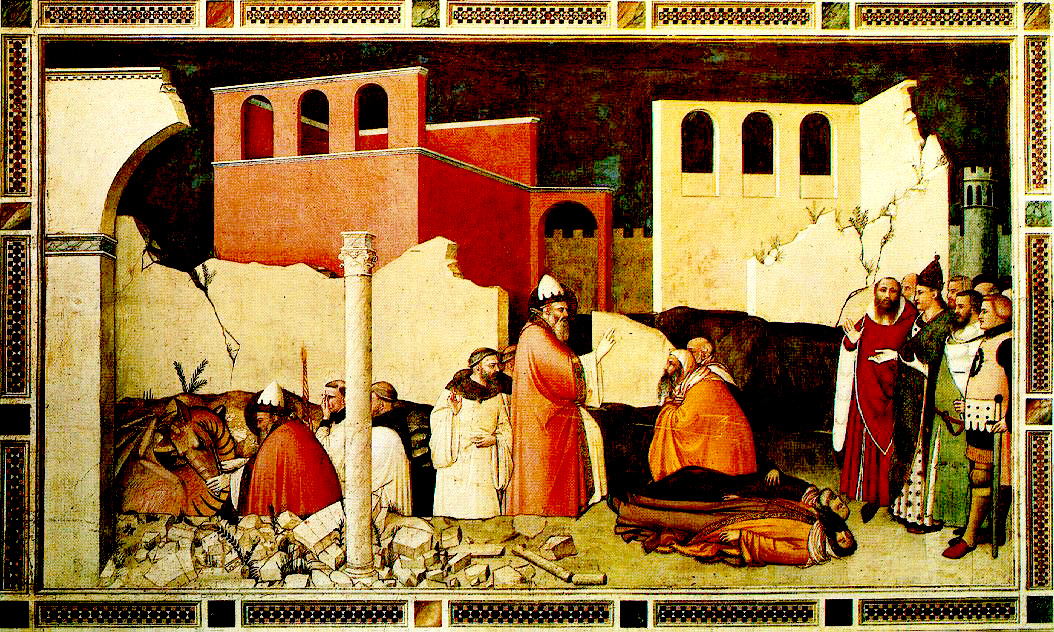
"성 실베스트로가 두 마법사를 부활시키고, 포르놀레 용을 부활시킨다", 베르니오 바르디 예배당, 산타 크로체 (피렌체)

이탈리아에서 와이번은 보통 사악하며, 와이번이 살해되는 이야기가 많다. 드래곤은 또한 이탈리아 전설에서 악마들을 속인다. 성 게오르기우스와 와이번의 전설은 이탈리아에서 잘 알려져 있지만, 다른 성인들도 와이번과 싸우는 모습으로 묘사된다. 예를 들어, 포를리의 첫 주교인 성 메르쿠리알리스는 도시를 구하기 위해 와이번을 죽였다고 전해지며, 그래서 그는 종종 와이번을 죽이는 모습으로 묘사된다. 마찬가지로, 베네치아의 첫 수호성인인 성 테오도로는 와이번 살해자였으며, 산 마르코 광장의 두 기둥 중 하나에는 와이번을 죽이는 그의 동상이 여전히 있다. 성 미카엘은 낙하산병의 수호성인이며, 또한 와이번을 죽이는 모습으로 자주 묘사된다.
이탈리아의 야코부스 데 보라기네가 편찬한 황금 전설에 따르면, 성 마르가리타는 히드라의 형상을 한 사탄에게 삼켜졌지만, 그녀가 지니고 있던 십자가가 히드라의 내장을 자극하여 살아남았다. 황금 전설은 이 마지막 사건을 이례적으로 회의적인 태도로 "외경이며 심각하게 받아들여서는 안 된다"고 묘사하지만 (번역 Ryan, 1.369), 이는 이 전설이 인기를 얻고 예술 작품으로 재탄생하는 것을 막지 못했다.
이탈리아, 특히 움브리아주의 드래곤에 대한 전설이 더 널리 퍼져 있다. 이탈리아 민속에서 가장 유명한 와이번 중 하나는 티루스인데, 중세 시대에 테르니를 포위했던 와이번이다. 어느 날, 치타디니 가문의 젊고 용감한 기사가 동료 시민들의 죽음과 테르니의 인구 감소를 지켜보는 것에 지쳐 와이번과 맞서 싸워 죽였다. 그날부터 도시는 드래곤을 문장에 넣었고, 라틴어 비문 "티루스와 강이 테르니 시에 그들의 휘장을 주었다"가 테르니 시의 깃발 아래에 세워져 이 전설을 기리고 있다.
또 다른 시는 아멜리아 근처 포르놀레 마을 근처에 살았던 또 다른 드래곤에 대한 이야기를 들려준다. 교황 실베스테르 1세가 움브리아에 도착하여 포르놀레 주민들을 드래곤의 맹렬함에서 해방시키고 드래곤을 평화롭게 만들었다. 그의 공적에 감사하여 주민들은 13세기에 드래곤의 은신처 근처 산 정상에 성인에게 헌정된 작은 교회를 지었다. 교회 후진에는 성인의 도상학을 나타내는 프레스코화가 있다.

## 문장학

슬로바키아 서부 스베티 유르 (성 게오르기우스) 시의 문장

영국 문장학에서 드래곤은 네 발로 묘사되어 두 발 와이번과 구별된다. 드래곤은 항상 박쥐의 날개와 유사한 날개를 가지고 있다. 드래곤은 전통적으로 끝이 가시 모양인 혀를 가진 것으로 묘사된다. 최근 문장학에서는 꼬리도 유사한 가시 모양으로 끝나는 것으로 묘사하지만, 이 특징은 튜더 시대 이후에 유래했다. 이 시대 이전에는 드래곤은 항상 꼬리가 뭉툭한 끝으로 묘사되었다.
태도 면에서 드래곤은 일반적으로 스태턴트(네 발 모두 땅에 닿은 자세), 패샌트(한 발을 들어 올린 자세), 또는 램펀트(뒷다리로 서서 앞발을 든 자세)로 묘사된다. 꼬리를 다리 사이에 넣고 비겁하게 묘사되는 경우는 매우 드물다.
문장학자 아서 찰스 폭스-데이비스에 따르면, 깃발에 있는 웨일스 붉은 드래곤은 7세기 카드왈라드 왕의 군기에서 유래했으며, 튜더 왕조 (웨일스 출신)의 방패잡이로 사용되었다. 그러나 엘리자베스 여왕은 금색을 선호하여 드래곤의 색깔을 붉은색에서 금색 구울로 변경했는데, 이는 왕실 망토를 구울과 어민에서 금색과 어민으로 변경한 것과 유사하다. 왕실 문장의 드래곤 방패잡이의 웨일스 기원에는 약간의 의심이 있을 수 있지만, 헨리 3세에 의해 사용된 것은 확실하다.
잉글랜드에서는 날뛰는 붉은 드래곤(철퇴를 움켜쥔)이 여전히 서머싯주의 문장 상징이다. 이 카운티는 한때 잉글랜드 서부의 초기 중세 앵글로색슨 왕국 웨식스 왕국의 일부였으며, 그 왕국 또한 드래곤 또는 와이번을 상징으로 삼았다. 웨식스 짐승은 일반적으로 그림에서 금색으로 채색된다.
웨일스 국기는 아르젠트와 베르트색의 띠 모양으로, 붉은 드래곤이 지나가는 형태로 그려진다. 웨일스 럭비팀에는 뉴포트 그웬트 드래곤즈와 카디프 시티 블루 드래곤즈가 있다.
대륙 유럽의 문장학에서는 "드래곤"이라는 용어가 영국 시스템보다 더 다양한 생물을 포함하며, 와이번, 바실리스크 및 코카트리스와 같은 생물도 포함한다. 독일 문장학에서는 네 발 달린 용을 린트부름이라고 부른다.

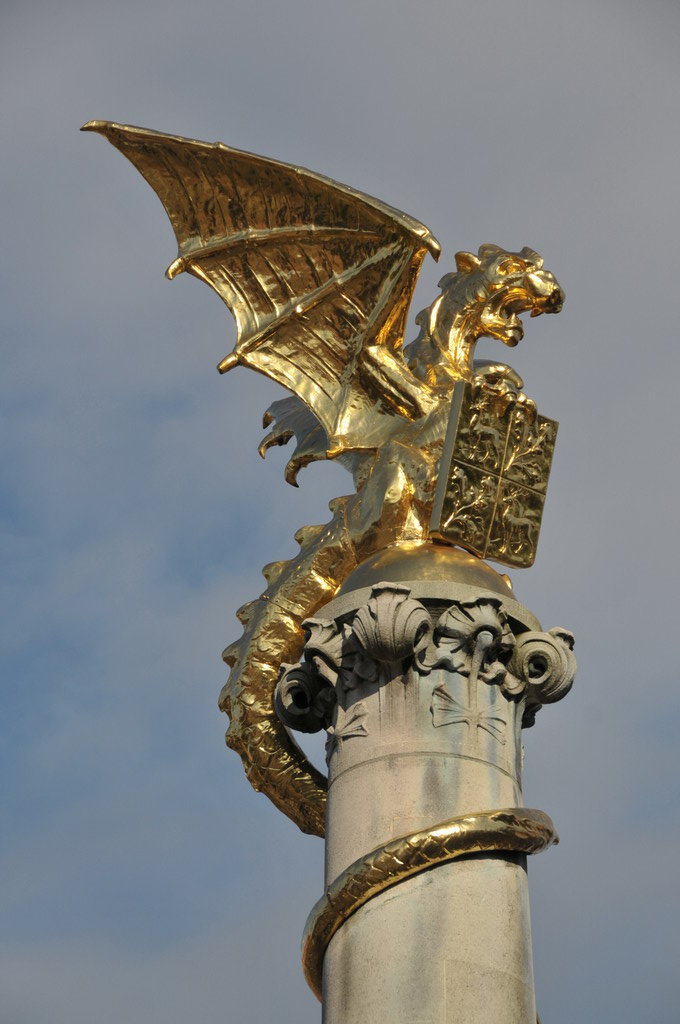
네덜란드 스헤르토헨보스 시의 드래곤. 이 도시는 '늪 드래곤'으로도 알려져 있다.

스페인에서는 드래곤이 문장학적 상징으로 사용된 많은 사례가 있다 (특히 "드라간테스": 어떤 형상을 물고 있는 두 개의 마주보는 드래곤 얼굴). 드래곤은 아라곤의 페드로 4세 왕에 의해 문장학적 상징으로 도입되었는데, 그는 자신의 헬멧에 드래곤을 사용하여 자신이 아라곤주의 왕임을 나타내기 위함이었다. 이는 헤럴드적 말장난 (Rei d'Aragón이 Rei dragón이 됨; 영어로 "용왕"으로 번역됨)이었다.
역사적으로 마드리드의 문장에는 곰과 딸기나무 외에 드래곤이 포함되어 있었다. 이 드래곤은 사라진 마드리드 성벽의 "푸에르타 세라다" 또는 "푸에르타 데 라 시에르페" (폐쇄된 문 또는 웜 문)라는 문의 쐐기돌에 표시된 드래곤 또는 뱀 (메소네로 로마노스에 따르면)에서 유래한다. 1582년 화재로 문이 파괴되었다. 당시 성벽은 사용되지 않게 되어 이 문과 주변 성벽은 재건되지 않았다. 뱀이 드래곤이 된 것은 19세기까지 마드리드의 비공식적인 상징으로 유지되었고, 이때 드래곤을 문장에 포함시키기로 결정되었다. 드래곤은 이후 그리핀으로 변했고, 그리핀은 1967년에 문장에서 사라졌지만, 문장학적 드래곤은 도시 곳곳의 많은 기념물에 돌에 새겨져 남아 있다.

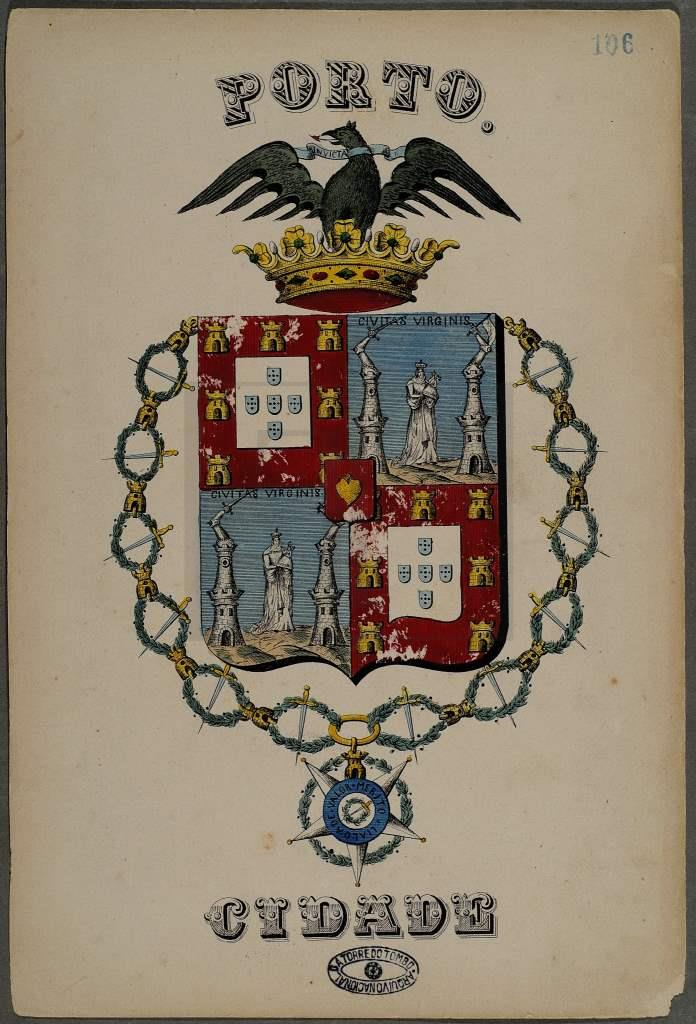
포르투의 옛 문장.

드래곤은 적어도 14세기부터 포르투갈의 대왕실 문장의 문장으로 사용되었다. 19세기에는 페드루 4세 (포르투갈) 왕이 자유주의 전쟁 중 도시에 대한 지지에 감사하며 포르투 시에 왕실 문장의 드래곤 문장을 시 문장에 통합할 수 있도록 허가했다. FC 포르투의 배지에는 드래곤 문장이 있는 옛 포르투 시 문장이 포함되어 있다. 이것이 드래곤이 클럽의 동물 마스코트로 채택된 이유이다.
드래곤 이미지에 비교적 최근에 추가된 것 중에는 혀와 꼬리 끝이 가시 모양으로 되어 있다는 것이다. 튜더 시대의 드래곤 이미지는 그렇지 않으며, 꼬리는 길고 뾰족하다. 독일의 린트부름은 영어 드래곤 그림의 원형이 된 것으로 보인다. 비늘, 네 다리, 날개, 날카로운 이빨, 뿔을 가진 전통적인 모습으로 표현된다.
- 메인웨어링-엘러커-온슬로 씨의 집은 바다 용으로 표현되었다. 이 용은 오늘날의 기준으로는 정상적이지만, 몸의 절반은 뒷다리가 없고 꼬리 끝이 크다. 이는 중국의 용 모델에 더 가깝다.[79]

- 말버러 공작은 꼬리를 세우고 발톱을 공중에 든 와이번을 사용한다.[79]

- 랭커셔 가문의 문장에는 날개 없는 와이번과 꼬리가 묶인 문장이 있다.[79]

- 이것은 비교적 드물지만, 두 마리의 코카트리스가 에드먼드 찰스 너전트 경의 방패잡이다.[79]

- 히드라는 바렛, 크레스핀, 로운스 가문의 문장이다.[79]

## 현대의 드래곤

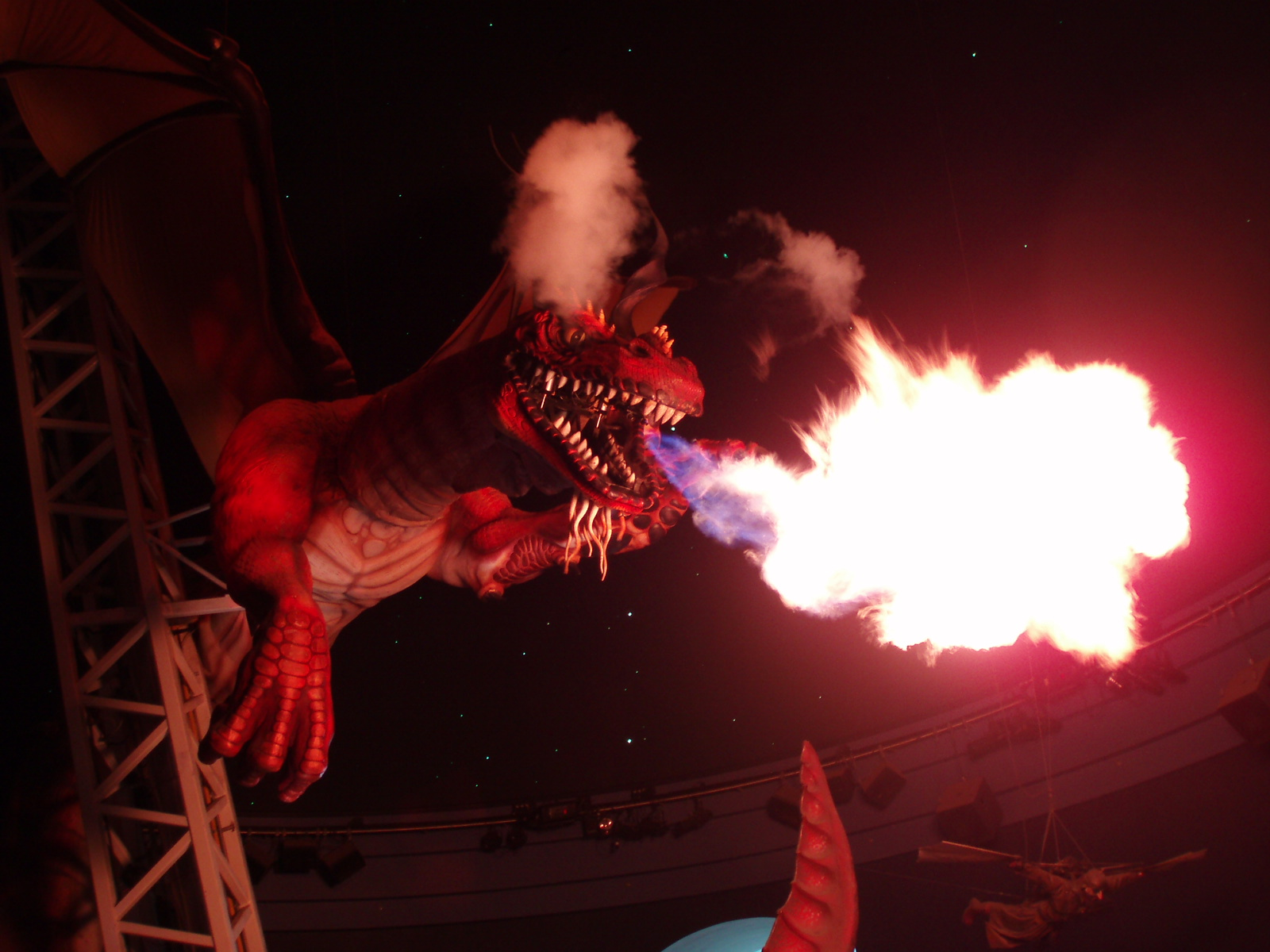
웨스트 에드먼턴 몰의 불을 뿜는 드래곤 애니마트로닉스. 높은 유지 보수 비용과 고무 피부의 건조로 2014년에 철거되었다.

중세 후기부터 17세기까지 인기를 끌었던 상징 책들은 종종 드래곤을 탐욕의 상징으로 나타낸다.  유럽 문장학에서 드래곤의 만연함은 용이 탐욕 이상의 의미를 지님을 보여준다.
19세기 낭만주의 신화 창조자인 아고스티 사호는 이 신화들을 자신의 창작물인 레헤렌수게에 융합시켰는데, 이는 첫 번째이자 마지막 뱀으로, 그의 새로 만들어진 전설에 따르면 미래의 언젠가 다시 나타나 바스크인을 위한 독립 공화국의 재탄생을 가져올 것이라고 한다.
드래곤은 오랫동안 현대에 탐욕스러운 보물 수집가로 묘사되어 왔으며, 금과 귀중한 보석을 탐낸다. 《베오울프》와 같은 이야기에서 이러한 보물 도난은 드래곤의 분노를 촉발시킨다. 그러나 판타지 장르에서는 드래곤을 긍정적으로 묘사하는 경향이 원래부터 있었다. 적이 아닌 동맹으로, 웨일스의 붉은 드래곤, 그리고 폴란드의 형제 드래곤처럼 말이다. 드래곤은 점점 더 인간의 친구이자 매우 지능적이고 고귀한 존재로 여겨지며, 여전히 전설의 무서운 짐승으로 남아 있다. 용은 종종 개인적인 인간의 수호자이자 친한 친구로 나타난다.
화석 익룡의 발견 이후, 드래곤은 종종 앞다리가 없이 묘사되며, 땅에 있을 때는 뒷다리와 날개 손목으로 익룡처럼 서서 걷는 모습으로 묘사된다.

### 최근 소설
드래곤은 J. R. R. 톨킨의 가운데땅 전설집, 특히 실마릴리온과 호빗 (소설), 그리고 관련 없는 해미쉬 경의 농부 길레스에서 중요한 역할을 한다.
이러한 현대적 아이디어 중 다수는 앤 매캐프리가 그녀의 드래곤라이더스 오브 펀 시리즈로 처음 대중화했다.
어슐러 K. 르귄은 그녀의 어스시 책들에서 두드러진 드래곤들을 등장시킨다.
나중에 크리스토퍼 파올리니와 같은 작가들도 에라곤에서 공감 가는 드래곤 캐릭터를 묘사했다.
M.E.홀리의 이야기 요나와 마지막 위대한 용의 첫 번째 책인 심장 포식자의 전설에 나오는 마지막 위대한 드래곤인 피르니그는 웨일스 변경의 실제 전설에 기반을 두고 있는데, 이 전설은 마지막 위대한 드래곤이 래드너 숲 아래에 잠들어 있으며 성 미카엘에 의해 그곳에 갇혀 있다고 전한다.

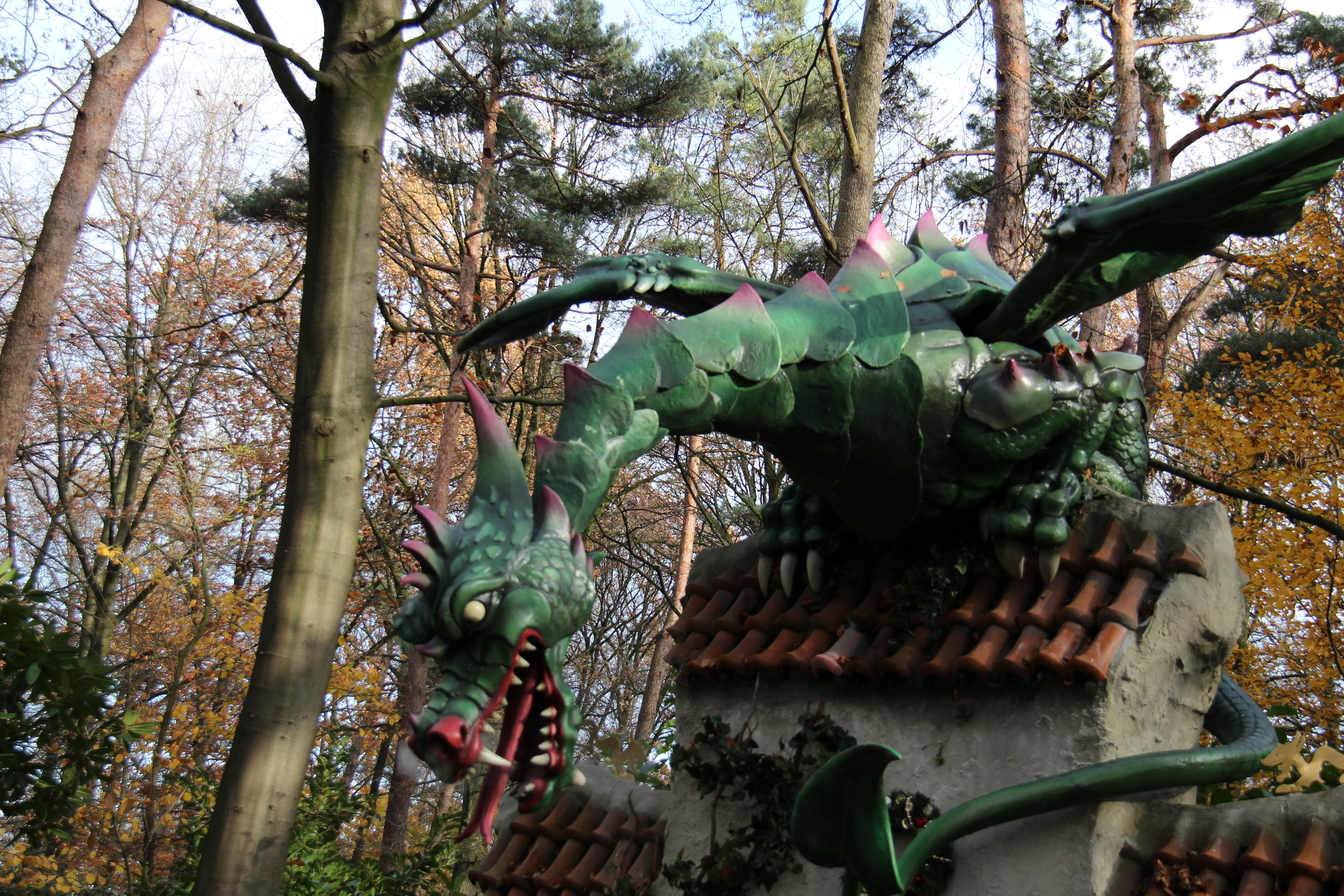
에프텔링의 "용".

 1979년부터 에프텔링에는 동화 숲에 대중으로부터 보물을 훔치는 것을 막는 전형적인 서유럽 용을 묘사하는 애니마트로닉스 장면이 있다.
브라이언 데이비스의 《우리 가운데의 용들》 시리즈는 드래곤을 고귀하고 친절한 짐승으로 묘사하며, 인간과 결혼하고 번식할 수 있는 능력을 가지고 있다.
E. D. 베이커의 개구리 공주 이야기 시리즈에는 드래곤과 인간 형태와 드래곤 형태를 바꿀 수 있는 사람들이 자주 등장한다.
얼음과 불의 노래 / 왕좌의 게임 (드라마) 시리즈에는 드래곤과 드래곤 기수가 등장한다.
드래곤 길들이기 (소설 시리즈)는 영국 작가 크레시다 코웰이 쓴 12권의 어린이 책 시리즈이다. 이 책들은 가상의 바이킹 세계를 배경으로 하며, 주인공 히컵이 "영웅이 되는 힘든 길"을 걸어가면서 위대한 장애물을 극복하는 경험에 초점을 맞춘다.
투이 T. 서덜랜드의 책 시리즈 날개의 불꽃 (소설 시리즈)은 드래곤이 지배하는 세계를 배경으로 하며, 다섯 마리의 드래곤 새끼가 20년간의 전쟁을 끝내기 위한 예언을 완수해야 한다.
나오미 노빅의 테메레르 시리즈는 드래곤과 범선 시대의 클리셰를 결합한다.

## 같이 보기
- 중국의 용
- 용
- 그리스 신화의 드래곤
- 마니푸르 신화의 용
- 일본의 용
- 문학 속 용 목록
- 신화 및 민속 속 용 목록
- 대중문화 속 용 목록
- 서양 중세 미술의 동물 표현

## 참고 문헌

### 1차 자료
- “Beowulf on Steorarume [Beowulf in Cyberspace]: Bilingual Edition (OE text & translation)”. 《heorot.dk》. 2021년 11월 20일에 원본 문서에서 보존된 문서. 2022년 2월 20일에 확인함.

### 2차 자료
- Acker, Paul (2013). 〈Dragons in the Eddas and in Early Nordic Art〉.   Acker, Paul; Larrington, Carolyne. 《Revisiting the Poetic Edda: Essays on Old Norse Heroic Legend》. 라우틀리지. 53–57쪽. ISBN 978-0-415-88861-5.
- Cipa, Shawn (2008), 《Carving Gargoyles, Grotesques, and Other Creatures of Myth: History, Lore, and 12 Artistic Patterns》, Petersburg, Pennsylvania: Fox Chapel Publishing Inc., ISBN 978-1-56523-329-4
- Cutrer, Robert E (2012). 《The Wilderness of Dragons》 (PDF). 《Háskóli Íslands》.
- Düwel, Klaus (2005). 〈Sigurddarstellung〉.   Beck, Heinrich; Geuenich, Dieter; Steuer, Heiko. 《Reallexikon der Germanischen Altertumkunde》 28. New York/Berlin: de Gruyter. 412–422쪽.
- Fee, Christopher R. (2011),  Chance, Jane, 편집., 《Mythology in the Middle Ages: Heroic Tales of Monsters, Magic, and Might》, Praeger Series on the Middle Ages, ABC-CLIO, ISBN 978-0-313-02725-3
- Friar, Stephen; Ferguson, John (1993), 《Basic Heraldry》, New York City, New York and London, England: W. W. Norton & Company, ISBN 0-393-03463-1
- Hughes, Jonathan (2005), 〈Politics and the Occult in the Court of Edward IV〉,   Gosman, Martin; MacDonald, Alasdair; Vanderjagt, Arjo, 《Princes and Princely Culture: 1450-1650》, Leiden, The Netherlands and Boston, Massachusetts: Brill, ISBN 90-04-13690-8
- Jones, David E. (2000), 《An Instinct for Dragons》, New York City, New York and London, England: Routledge, ISBN 0-415-92721-8, 2016년 9월 22일에 확인함
- Malone, Michael S. (2012), 《The Guardian of All Things: The Epic Story of Human Memory》, New York City, New York: St. Martin's Press, ISBN 978-1-250-01492-4
- McKinnell, John (2015). 〈The Sigmundr / Sigurðr Story in an Anglo-Saxon and Anglo-Norse Context〉.   Mundal, Else. 《Medieval Nordic Literature in its European Context》. Oslo: Dreyers Forlag. 50–77쪽. ISBN 978-82-8265-072-4.
- Millet, Victor (2008). 《Germanische Heldendichtung im Mittelalter》. Berlin, New York: de Gruyter. ISBN 978-3-11-020102-4.
- Morgan, Giles (2009년 1월 21일), 《St George: Knight, Martyr, Patron Saint and Dragonslayer》, Edison, New Jersey: Chartwell Books, Inc., ISBN 978-0785822325
- Niles, Doug (2013), 《Dragons: The Myths, Legends, and Lore》, Avon, Massachusetts: Adams Media, ISBN 978-1-4405-6216-7
- Sherman, Josepha (2015) [2008], 《Storytelling: An Encyclopedia of Mythology and Folklore》, New York City, New York and London, England: Routledge, ISBN 978-0-7656-8047-1
- Simek, Rudolf (1993). 《Dictionary of northern mythology》. Cambridge [England]: D.S. Brewer. 64–65쪽. ISBN 9780859915137.
- Somerville, Angus A.; McDonald, R. Andrew (2013). 《The Vikings and their Age》. Companions to Medieval Studies. 토론토 대학교 출판부. ISBN 978-1-4426-0522-0.
- Thompson, Ben (2015). 《Guts & Glory: The Vikings》. 리틀, 브라운 북스 포 영 리더스. ISBN 9780316320559.
- Thurston, Herbert (1909), 〈St. George〉, 《The Catholic Encyclopedia》 6, New York City, New York: Robert Appleton Company, 453–455쪽, 2018년 3월 25일에 확인함
- Walter, Christopher (2003), 《The Warrior Saints in Byzantine Art and Tradition》, Farnham, England: Ashgate Publishing, ISBN 9781840146943
- “drake | Etymology, origin and meaning of drake by etymonline”. 《www.etymonline.com》 (영어). 2022년 2월 20일. 2022년 2월 20일에 원본 문서에서 보존된 문서. 2022년 2월 23일에 확인함.
- “dragon”. 《www.etymonline.com》 (영어). 2022년 2월 20일. 2022년 2월 20일에 원본 문서에서 보존된 문서. 2022년 2월 23일에 확인함.
- “dreki”. 《Wiktionary》 (영어). 2022년 2월 20일. 2022년 2월 20일에 원본 문서에서 보존된 문서. 2022년 2월 23일에 확인함.
- “worm”. 《Wiktionary》 (영어). 2022년 2월 20일. 2022년 2월 20일에 원본 문서에서 보존된 문서. 2022년 2월 23일에 확인함.
- “wyrm”. 《Wiktionary》 (영어). 2022년 1월 5일. 2022년 1월 29일에 원본 문서에서 보존된 문서. 2022년 2월 23일에 확인함.

## 더 읽어보기
- Barber, Elizabeth Wayland, and Paul T. Barber. "Fire-Breathing Dragons." In When They Severed Earth from Sky: How the Human Mind Shapes Myth, 231–44. PRINCETON; OXFORD: Princeton University Press, 2004. doi:10.2307/j.ctt7rt69.22.
- Malone, Michael S. The Guardian of All Things: The Epic Story of Human Memory. New York City, New York: St. Martin's Press, 2012.
- Stein, Ruth M. "The Changing Styles in Dragons—from Fáfnir to Smaug." Elementary English 45, no. 2 (1968): 179–89. www.jstor.org/stable/41386292.